# 샤를 10세
샤를 10세(Charles X, 1757년 10월 9일 ~ 1836년 11월 6일)는 루이 16세와 루이 18세의 남동생으로, 자녀가 없었던 루이 18세 사후 즉위하게 된다. 즉위 이전에는 아르투아 백작이라는 칭호로 불리었다. 본명은 샤를 필리프이다.

## 생애
프랑스의 베르사유 궁전에서 루이 15세의 아들인 도팽 루이 페르디낭의 막내 아들로 태어났으며, 루이 16세 치하에서 마리 앙투아네트의 총신 가운데 한 명으로 살았다. 마리 앙투아네트의 추문이나 왕가에 대한 백성의 불만이 높아지면서 제3신분이 궐기하자, 마리 앙투아네트와 함께 제3신분 박해에 동조하여, 원망을 사고 만다. 제3신분이 중심이 된 테니스 코트의 서약 및 국민의회를 왕비와 함께 왕명을 빙자하여 박해하고 탄압한 일을 계기로 프랑스 혁명이 일어났다.
1789년, 프랑스 혁명이 일어나자 영국으로 망명하여 반혁명파와 함께 전국 각지를 전전했다. 망명하는 동안 그는 반나폴레옹의 기수가 되어, 나폴레옹 실각을 위한 원조금과 자객을 프랑스에 보냈다. 그리하여 1800년 12월 24일에 왕당파에 의한 나폴레옹 암살 미수 사건이 일어나기에 이른다. 그러나 결국 나폴레옹을 실각하는 데 실패한 데다가, 나폴레옹 전쟁에서도 큰 영향력을 행사할 수 없었다.
1814년 나폴레옹이 실각한 후 프랑스에 귀국하나, 나폴레옹이 되돌아와 백일천하가 시작되면서 다시 망명길에 오르게 된다. 이처럼 그를 비롯한 부르봉 왕가는 나폴레옹에 대해 무력하기만 했다. 이 때문에, 보르되에서 반나폴레옹 연설을 하여 군사를 일으키게 한 루이 16세의 딸 마리 테레즈는 나폴레옹으로부터 “부르봉 왕가의 유일한 남자” 라는 야유를 듣기도 했다.
왕정이 복구된 후에도 1820년에 차남이자 제일 좋아했던 자식인 샤를 페르디낭 다르투아가 암살되는 비운의 사건을 겪는다.

## 샤를 10세의 즉위
1824년, 형 루이 18세가 서거하면서 국왕으로 즉위하였는데, 그는 루이 18세와는 판이하게 달랐다. 루이 18세는 프랑스 혁명 시절의 자유 사상을 제한적이지만 어느 정도 인정해 주었던 반면, 샤를 10세는 혁명 전의 귀족들에게 특권을 다시 부여할 정도로 보수반동적이었다. 그는 1825년 5월 29일 루이 14세의 전제 왕정의 방식으로 랭스에서 즉위식을 거행했다. 그는 치세동안 빌렐과 폴리냐크 등, 강경 왕정주의자(Ultraroyaliste)들을 내각의 수상 앉혔고, 귀족들과 성직자들에 친화적인 정치를 펼쳤다. 그는 정기 간행문의 검열의 감행했고, 프랑스 혁명시절 외국으로 피난을 갔던 귀족들에게 그들이 혁명 전에 소유했던 토지들을 반환해주었다.
1827년 첫번째 수상이자 강경 왕정주의자였던 빌렐이 의원들의 압박으로 사임한 후, 샤를 10세는 중도파인 마르티냑이 수상으로 임명해 의원들의 반발심을 가라앉히려 한다. 마르티냑은 강경 왕당파들과 의회군주주의자들을 중재하며 적당한 타협점을 찾으려 한다. 하지만 그는 양측에서 비판받고, 샤를 10세마저 너무 자유주의적인 마르티냑을 지원해주지 않는다.

## 7월 혁명의 대두
결국 마르티냑은 1829년에 사임하고, 극강경 왕정주의자이자 반동주의자인 폴리냐크가 수상으로 선임된다. 이에 다시 반발한 입헌군주주의자들이 하원을 장악하자, 샤를 10세는 이를 인정하지 않으며 새로운 선거를 요구했다. 입헌군주주의자 의원들은 221인의 청원서를 발표해 샤를 10세와 타협안을 모색하자 샤를 10세는 이를 묵살하고, 의회를 해산한다. 프랑스 국민들의 불만은 폭발하고 혁명이 일어나게 된다. 이른바 《7월 혁명》이다. 이 혁명으로 인해 퇴위당한 샤를 10세는 일단 앙리 5세에게 왕위를 물려주었으나 시민들에 의해 루이 필리프가 왕이 되었다. 예전의 루이 16세와는 달리 체포되어 처형되지는 않고, 영국으로 망명하여 1836년까지 생존했다. 그는 북이탈리아의 고리치아에서 죽었다.
7월 혁명 이후, 부르봉 가는 이제 왕가가 아니게 되었고 루이 필리프가 국왕으로 옹립되면서 오를레앙 가가 1848년까지 프랑스를 통치하게 되었다. 그로 인해 트리콜로레를 국기로 다시 제정하기에 이르렀다.

## 가족
1773년 비토리오 아마데오 3세의 딸 마리아 테레사 디 사보이아 왕녀와 결혼했다.
| 사진 | 이름          | 생일            | 사망                  | 기타                                       |
| ---- | ------------- | --------------- | --------------------- | ------------------------------------------ |
|      | 루이 19세     | 1775년 8월 6일  | 1844년 6월 3일(68세)  | 명목상 프랑스 국왕, 자녀 없음              |
|      | 소피          | 1776년 8월 5일  | 1783년 12월 5일       | 요절                                       |
|      | 샤를 페르디낭 | 1778년 1월 24일 | 1820년 2월 14일(42세) | 마리카롤린 드 부르봉시실리와 결혼, 2남 2녀 |
|      | 마리 테레즈   | 1783년 1월 6일  | 1783년 6월 22일       | 요절                                       |

## 참고 문헌
1. CLEMENT Jean-Paul, Charles X: Le dernier Bourbon, Perrin, 2015
2. ADOUMIE Vincent, De la monarchie à la République, 1815-1879, Hachette, 2004

| 전임 루이 18세 | 프랑스와 나바르의 국왕 1824년 9월 16일 ~ 1830년 8월 2일 | 후임 루이 필리프 1세 (원인: 7월 혁명) |